# Castelo de Castelo Melhor
O Castelo de Castelo Melhor localiza-se na freguesia e vila de mesmo nome, município de Vila Nova de Foz Côa, distrito da Guarda, em Portugal.
Em posição dominante no alto de um monte, atualmente cercado pelo arvoredo, constituía um castelo secundário, acessório na defesa do território de Ribacôa.[carece de fontes?]
O Castelo de Castelo Melhor está classificado como Imóvel de Interesse Público desde 1982.

## História

### Antecedentes
Acredita-se que a primitiva ocupação deste local remonte a um castro pré-romano.

### O castelo medieval
À época da Reconquista cristã da Península Ibérica, tendo a região sido conquistada pelas forças do reino de Leão, a povoação recebeu, das mãos do rei Afonso IX de Leão, a sua primeira Carta de Foral (1209), ocasião em que o soberano determinou a reconstrução e reforço das suas defesas.
Integrante do território de Ribacôa, disputado a Leão por D. Dinis (1279-1325), a sua posse definitiva para Portugal foi assegurada pelo Tratado de Alcanices (1297). Este soberano, a partir de então, procurou consolidar-lhe as fronteiras, fazendo reedificar o Castelo de Alfaiates, o Castelo de Almeida, o Castelo Bom, o Castelo Melhor, o Castelo Mendo, o Castelo Rodrigo, o Castelo de Pinhel, o Castelo do Sabugal e o Castelo de Vilar Maior.
O soberano confirmou o foral leonês (12 de Junho de 1298). Entretanto, as reformas que procedeu na sua defesa atestam o papel secundário desta povoação: elas limitaram-se ao Portão da Vila, que passou a ser guarnecido por dois torreões de planta quadrangular, transmitindo assim, ao visitante, a impressão de solidez e força, ao mesmo tempo em que se mantinha a primitiva cerca amuralhada, reforçada por um torreão adossado, vigiando a única via de acesso.
Novos trabalhos de ampliação e reforço da defesa desta vila fronteiriça tiveram lugar durante o reinado de D. Fernando (1367-1383), no contexto da campanha que empreendeu contra Castela.
Em meados do século XV, sob o reinado de D. Afonso V (1438-1481) a vila de Castelo Melhor e seus domínios foram doados à família dos Cabral, que já eram alcaides do Castelo de Belmonte.

### Da Dinastia Filipina aos nossos dias
À época da Dinastia Filipina, os domínios da vila foram elevados a condado (1584). Quando da Guerra da Restauração da independência portuguesa, tiveram lugar ligeiras obras de modernização e reforço, adaptando a estrutura defensiva ao moderno fogo da artilharia. Posteriormente, a vila seria elevada a marquesado (1766). Estas honrarias, entretanto, não beneficiaram o antigo castelo que, mergulhado no esquecimento, se conservou sem grandes adulterações.
Ainda demandando uma pesquisa arqueológica mais vasta, o conjunto foi classificado como Imóvel de Interesse Público por Decreto publicado em 26 de Fevereiro de 1982.

## Características
Coroando o monte, o castelo apresenta planta circular, com a muralha desprovida de merlões, reforçada por três cubelos. Nela se rasga a porta, em arco quebrado. No interior, na praça de armas, abre-se uma cisterna de planta circular.
A vila, orientada por duas ruas principais, ao longo dos séculos veio a ultrapassar os muros. Em sua pequena praça central, destaca-se a igreja.